# Amphichondrius granulatus
Amphichondrius granulatus is een slangster uit de familie Amphiuridae. De wetenschappelijke naam van de soort werd als Amphiura granulata in 1899 gepubliceerd door Christian Frederik Lütken & Theodor Mortensen.